# Tillgång
Denna artikel behandlar begreppet tillgång i redovisningen. För frasen tillgång och efterfrågan se Utbud och efterfrågan.
Tillgångar är i redovisningssammanhang summan av det bokförda värdet på hela förmögenheten. Tillgångar kan bestå av egendom, immateriella rättigheter, banktillgodohavanden eller andra fordringar.
Tillgångar utgör den ena sidan i en balansräkning eller balansrapport, och är alltid lika med skulder och eget kapital tillsammans. Tillgångssidan kallas också för aktivsidan eller aktiva.

## Olika indelningar av tillgångar

### Materiella och immateriella tillgångar
Materiell tillgång är fysiska saker, alltså en tillgång som har fysisk substans. Exempel på materiella tillgångar är byggnader, maskiner och varulager. 
Immateriell tillgång är däremot immateriella rättigheter som inte är fysiska saker. Exempel är patent, licensrättigheter och goodwill.
Vissa immateriella rättigheter kan vara information som bärs av fysiska saker, till exempel ett dokument eller en cd-skiva. En sådan rättighet är antingen materiell eller immateriell, beroende på vilken som har störst förmögenhetsvärde eller penningvärde.

### Anläggningstillgångar och omsättningstillgångar
Anläggningstillgång är en tillgång som är avsedd att behållas för att användas under längre tid. Exempel på anläggningstillgångar är byggnader och maskiner.
Omsättningstillgång är en tillgång som avsedd att köpas och säljas (omsättas) i verksamheten. I en balansräkning indelas omsättningstillgångar i varulager, kortfristiga placeringar, kundfordringar samt kassa och bank.

## Källhänvisningar
1. ↑   tillgång i Nationalencyklopedins nätupplaga. Läst 14 mars 2015.